# Генитален стадий
Гениталният стадий в психологията е термин, използван от Зигмунд Фройд за означение на последния стадий от човешкото психосексуално развитие. Според теориите на Фройд този стадий започва с пубертета и се появява зрялата възрастна сексуалност. Фройд описва човека на този стадий като „способен на любов и труд“.

## Женска сексуалност и критика на теорията на Фройд
Фройд вярва, че на този етап женската сексуалност от клиторно ориентирана става влагалищно ориентирана. Има значителна критика относно тази теория, която описва възрастните жени, които продължават да си доставят удоволствие и/или оргазъм от клиторна стимулация за недостигнали пълна сексуална зрялост.